# Eupithecia prostrata
Eupithecia prostrata är en fjärilsart som beskrevs av Mcdunnough 1938. Eupithecia prostrata ingår i släktet Eupithecia och familjen mätare. Inga underarter finns listade i Catalogue of Life.